# Río Josta
El río Josta (del ruso: Хоста) es un río del Cáucaso Occidental que desemboca en la orilla nordeste del mar Negro. Está situado en el territorio administrativo del distrito de Josta de la unidad municipal de la ciudad-balneario de Sochi, en el krai de Krasnodar de Rusia.

## Etimología
Su nombre deriva de las lenguas circasianas y significa "río del jabalí", "desfiladero del jabalí" o "ensenada".

## Curso
Nace de la unión de los ríos Málaya Josta y Bolshaya Josta, al norte del microdistrito de Sochi Josta. Ambos constituyentes tienen su origen en las laderas meridionales del Cáucaso. Tiene 4.5 km de longitud (21.5 km si tenemos en cuenta el curso del Bolshaya Josta), en los que discurre predominantemente en dirección sur, y su cuenca ocupa una superficie de 96.2 km². Atraviesa esta localidad y desemboca en el litoral del mar Negro al este del cabo Vidni. Cabe destacar como atracciones turísticas la garganta de Navalíshchina, en el curso medio del Bolshaya Josta, y las vecinas "arboleda del Tejo y el Boj", parte de la Reserva Nacional Natural de la Biosfera del Cáucaso, las Rocas del Águila (en las cuales la tradición popular sitúa las rocas a las que estuvo encadenado Prometeo) y fortaleza de Josta, el conjunto de ruinas de una fortaleza supuestamente genovesa (Josta, Costa), que según algunas teorías sería la razón del nombre del río.